# From Left to Right (альбом Билла Эванса)
From Left to Right — альбом американского джазового пианиста Билла Эванса. Выпущен в 1971 году. Примечателен тем, что во время записи альбома музыкант играл на двух пианино одновременно: акустическом производства Steinway & Sons и электрическом Fender Rhodes. Альбом принято расценивать как один из самых простых и коммерчески ориентированных альбомов Эванса.

## Треклист
1. «What Are You Doing the Rest of Your Life?»
2. «I’m All Smiles»
3. «Why Did I Choose You?»
4. «Soirée»
5. «The Dolphin-Before»
6. «The Dolphin-After»
7. «Lullaby for Helene»
8. «Like Someone in Love»
9. «Children’s Play Song»

## Другие участники[4]
- Norbert Jobst (Арт-директор)
- Sy Johnson (Фотограф обложки)
- Michael Leonard (Дирижёр, Аранжировщик)
- Eddie Gomez (Контрабас)
- Marty Morell (Ударные)
- Sam Brown (Гитара)
- Harold Rhodes, Helen Keane, Michael Leonard (аннотация к композициям)
- Helen Keane (Продюсер)
- Earl Zindars (автор композиций Soirée и Lullaby For Helene)